# 舒士霖
舒士霖（1927年11月—），男，浙江杭州人，中国建筑工程专家，曾任浙江大学教授，中国土木工程学会理事。